# Springfield, Georgia
Springfield är administrativ huvudort i Effingham County i Georgia. Springfield fick officiell status som kommun den 31 december 1838. Orten fick sitt namn efter David Blackshears plantage. Enligt 2010 års folkräkning hade Springfield 2 852 invånare.